# 永樂町 (臺南市)
永樂町，為台灣日治時期臺南市之行政區，範圍包括清代舊街名佛頭港街(現在的民族路三段)、下粗糠崎街、仁和街、板店街、水仙宮邊街、杉行街、北勢街(現在的神農街)、南勢街、外關帝巷橫街、風神廟街。為歷史上五條港的區域之一。
民權路三段的一部份(自西門路到金華路之路段)舊名長樂街(永樂町三丁目)

## 名稱
1916年（大正5年）規劃町名改正時，原擬名「北勢町」。臺南廳審查後，一度改為「水仙町」，但最後改為「永樂町」並呈報總督府，同年11月3日公告。1919年（大正8年）4月1日正式實施。
今日當地仍有永樂市場以為見證。

## 町內設施
一丁目
- 慈聖殿
- 正心社
- 崇福宮
- 聚福宮
- 景福祠

二丁目
- 金華府
- 厲王宮

三丁目
- 西市場永樂町分市場 (現水仙宮市場)
- 風神廟
- 接官亭

- 水仙宮
- 海安宮
- 西羅殿